# Генрих V (фильм, 1989)
«Генрих V» (англ. Henry V) — кинофильм. Экранизация пьесы Уильяма Шекспира «Генрих V». Премия «Оскар» и 2 премии «Феликс».

## Сюжет
Фильм начинается с рефрена: человек в современной одежде представляет тему постановки. Он идёт через пустую киностудию и заканчивает свой монолог, открыв дверь в основное действие. Рефрен повторяется несколько раз в течение фильма, его выступления помогают объяснить и продвигать действие.
Следующие акты составляют разделение оригинальной постановки, а не фильма.

### Акт 1
Начало XV века, Англия. Епископ Или и архиепископ Кентерберийский вступают в сговор с целью отвлечь молодого короля Генриха V от издания декрета, который может лишить церковь имущества. Они собираются уговорить короля совершить вторжение во Францию. Архиепископ Кентерберийский появляется в тронном зале и объявляет советникам короля, что Генрих является законным наследником французского престола на основании того, что Салический закон во Франции несправедливо ущемляет его права на трон и не должен приниматься во внимание. При поддержке Эксетера и Уэстморленда духовенству удаётся убедить короля объявить войну Франции, если его права на трон будут отвергаться.
Генрих вызывает в Маунтджой представителя дофина Людовика. Снисходительный ответ дофина выражается доставкой Генриху сундука с теннисными мячами. Эксетер, открывший сундук, ужасается, но Генрих принимает оскорбление спокойно. Он утверждается в своей решимости напасть на Францию, освобождает от должности посла и начинает планировать свою кампанию.

### Акт 5
Переговоры заканчиваются провозглашением Генриха королём Англии и Франции. Он заводит кратковременный роман с Екатериной, пока английская и французская делегации вели переговоры по договору Труа. Фильм заканчивается подробным рассказом о событиях, случившихся уже после окончания фильма, и кульминационной потерей французского трона Генрихом VI.

## В ролях
| Актёр            | Роль                                     |
| ---------------- | ---------------------------------------- |
| Дерек Джекоби    | рефрен                                   |
| Кеннет Брана     | Генрих V король Англии                   |
| Саймон Шеперд    | герцог Глостер брат короля               |
| Джеймс Ларкин    | герцог Бедфорд брат короля               |
| Брайан Блессид   | герцог Эксетер дядя короля               |
| Чарльз Кэй       | архиепископ Кентерберийский              |
| Алек Маккоуен    | епископ Илийский                         |
| Джеймс Симмонс   | герцог Йоркский двоюродный дядя короля   |
| Пол Грегори      | граф Уэстморленд родственник короля      |
| Николас Фергюсон | Ричард де Бошан родственник короля       |
| Том Уайтхаус     | граф Шрусбери                            |
| Фабиан Картрайт  | граф Кембридж двоюродный дядя короля     |
| Стивен Симмс     | барон Скруп                              |
| Джей Уилльерс    | сэр Томас Грей                           |
| Эдвард Джевсбери | сэр Томас Эрпингем                       |
| Иэн Холм         | Флюэллен уэльский офицер армии короля    |
| Дэнни Уэбб       | Гауэр английский офицер армии короля     |
| Джимми Юилл      | Джеми шотландский офицер армии короля    |
| Джон Сешнс       | Макморрис ирландский офицер армии короля |
| Шон Прендергаст  | Бейтс солдат армии короля                |
| Патрик Дойл      | Корт солдат армии короля                 |
| Майкл Уильямс    | Уильямс солдат армии короля              |

| Актёр                 | Роль                                                        |
| --------------------- | ----------------------------------------------------------- |
| Робби Колтрейн        | сэр Джон Фальстаф бывший друг короля                        |
| Ричард Бриерс         | лейтенант Бардольф бывший друг короля и лейтенант его армии |
| Джоффри Хатчинс       | капрал Ним бывший друг короля и капрал его армии            |
| Роберт Стивенс        | прапорщик Пистоль бывший друг короля и прапорщик его армии  |
| Джуди Денч            | госпожа Куикли трактирщица                                  |
| Кристиан Бейл         | Робин мальчик-носильщик                                     |
| Пол Скофилд           | Карл VI король Франции                                      |
| Майкл Малони          | дофин Людовик сын короля Франции                            |
| Ричард Клиффорд       | герцог Орлеанский племянник и зять короля Франции           |
| Найджел Гривз         | герцог Беррийский кузен короля Франции                      |
| Джулиан Гартсайд      | герцог Бретани зять короля Франции                          |
| Гарольд Инносент      | герцог Бургундский кузен короля Франции                     |
| Ричард Истон          | коннетабль Франции кузен короля Франции                     |
| Эмма Томпсон          | Екатерина Валуа дочь французского короля                    |
| Джеральдин Макьюэн    | Алиса дама, сопровождающая Екатерину                        |
| Дэвид Ллоид Мередит   | губернатор Арфлёра                                          |
| Кристофер Рейвенкрофт | герольд Монжуа                                              |
| Дэвид Парфит          | посланник                                                   |
| Марк Инмэн            | первый солдат                                               |
| Крис Армстронг        | второй солдат                                               |
| Калум Юилл            | мальчик                                                     |

## Награды и номинации

### Награды
- 1990 — Оскар — Лучшая работа дизайнера по костюмам — Филлис Дальтон
- 1990 — BAFTA — Лучшая режиссёрская работа — Кеннет Брана

### Номинации
- 1990 — Оскар — Лучшая мужская роль — Кеннет Брана
- 1990 — Оскар — Лучшая режиссёрская работа — Кеннет Брана
- 1990 — BAFTA — Лучшая мужская роль — Кеннет Брана
- 1990 — BAFTA — Лучшая операторская работа — Кеннет МакМиллан
- 1990 — BAFTA — Лучшая работа дизайнера по костюмам — Филлис Дальтон
- 1990 — BAFTA — Лучшая работа художника-постановщика — Тим Харви
- 1990 — BAFTA — Лучший звук — Кемпбелл Аскью, Дэвид Крозьер, Робин О’Донохью

## Интересные факты
Большинство костюмов, которые предоставил для фильма знаменитый британский дом моды Angels & Bermans, повторяли костюмы, которые Angels & Bermans создали 45 лет назад для другой экранизации этой шекспировской пьесы, фильму 1944 года, режиссёром которого был Лоренс Оливье.